# Caballo Muerto (Perú)
Caballo Muerto es una localidad peruana ubicada en el distrito de Marcavelica, perteneciente a la provincia de Sullana del departamento de Piura, al norte del Perú.

## Demografía
En el 2017 Caballo Muerto tenía una población de 2 habitantes.
| Gráfica de evolución demográfica de Caballo Muerto entre 1993 y 2017 |
|                                                                      |
| Fuentes: Población 1993 y 2017                                       |